# Kristianstads IK
Le Kristianstads IK est un club de hockey sur glace de Kristianstad en Suède. Il évolue en Allsvenskan, le deuxième échelon suédois.

## Historique
Le club est créé en 1966.

## Palmarès
- Aucun titre.